# Bdelloider
Bdelloider (Bdelloidea) är en klass hjuldjur som lever i sötvatten, men de förekommer också i fuktig till våt jord, mossa eller lavar. De är mikroskopiskt små organismer som inte är synliga för blotta ögat, de flesta är mindre än en millimeter långa och har transparenta kroppar. I kroppens främre ände finns ett huvud med det för hjuldjuren särskilda hjulorganet, som hos gruppen är tvådelat, och i den bakre kroppsänden finns ett slags fot som de kan hålla sig fast med. Bdelloider kan förflytta sig genom att simma eller krypa. Då de kryper sträcker de först fram huvudet och därefter följer kroppen och foten efter, ungefär på samma sätt som vissa iglar gör. Därav har gruppen fått sitt vetenskapliga namn Bdelloidea, det kan härledas från grekiskans βδελλα som betyder "igel".
Bdelloider har rönt intresse inom den forskning som studerar betydelsen av sexuell förökning för organismers överlevnad och evolution, eftersom det sedan miljontals år inte förekommer inom gruppen. Det finns inga hanar, utan alla individer är honor som förökar sig genom partenogenes. Trots detta har gruppen utvecklats till att omfatta hundratals arter.
Evolutionsbiologen John Maynard Smith kallade bdelloiderna för en "evolutionär skandal" och menade att det var en gåta hur gruppen blivit så framgångsrik utan sexuell förökning. En annan fråga som studerats är hur de så länge kunnat undgå att gå under på grund av parasiter som annars på sikt kan slå ut grupper av organismer där den genetiska variationen är liten.
Man vet att bdelloider kan överleva ogynnsamma förhållanden, till exempel torka, under långa perioder genom att gå in i ett dvalliknande tillstånd, så kallad kryptobios. I detta tillstånd kan de förbli i åratal och de vaknar till liv igen först när förhållandena åter är gynnsamma. 
Detta kan även vara en del i deras sätt att undgå parasiter, genom att de överlever längre i uttorkat tillstånd än vad parasiterande organismer gör. Genom att spridas med vinden till nya platser kan de också etablera nya parasitfria populationer. Men det antas att även andra faktorer har betydelse för att bdelloiderna har överlevt så länge, exempelvis har det föreslagits att de kan överta DNA från omgivningen. Matthew Meselson är en av de forskare som studerat bdelloidernas utveckling och reproduktion.